# 蘇珊·德夫林
蘇珊·德夫林·皮爾德（英語：Susan Devlin Peard，1931年—），本名為蘇珊·德夫林，女子羽毛球運動員，父親為愛爾蘭羽球名宿弗蘭克·德夫林，妹妹是茱蒂·德夫林。曾經代表美國與愛爾蘭出戰國際賽，第一屆與第二屆優霸盃冠軍隊伍成員，六次全英羽毛球公開賽女雙冠軍，1960年與愛爾蘭羽毛球選手法蘭克·皮爾德結婚後於愛爾蘭定居並代表出賽。

## 生平
蘇珊的父親是曾贏得18次全英公開賽冠軍的弗蘭克·德夫林，在1930年代舉家移民至美國。蘇珊在1953到1966年間與其妹茱蒂搭檔贏得10次美國女子雙打冠軍，並與茱蒂一同代表美國出戰1957年及1960年優霸盃皆獲得冠軍，成為首屆優霸盃國際女子團體賽冠軍隊伍成員。
蘇珊·德夫林與茱蒂·德夫林組合的雙打在全英公開賽共計贏得6次冠軍，其中3次是婚前（1954、1956、1960），3次是與法蘭克·皮爾德婚後代表愛爾蘭出賽（1961、1963、1966）:108。蘇珊在婚後贏得愛爾蘭全國女雙冠軍，並代表其出戰1963年及1966年優霸盃。

## 特殊成就
- 1976年，入選美國羽毛球名人堂[5]。
- 2009年，與妹妹茱蒂一同入選古徹學院（英语：Goucher College）運動員名人堂。

## 外部連結
- 古徹學院運動員名人堂 （页面存档备份，存于）